# Leptodictyum mizushimae
Leptodictyum mizushimae är en bladmossart som beskrevs av Hiroshi Kanda 1975 [1976. Leptodictyum mizushimae ingår i släktet Leptodictyum och familjen Amblystegiaceae. Inga underarter finns listade i Catalogue of Life.